# Jan Andrzej Wiśniewski
Jan Andrzej Wiśniewski ps. Strzegoń (ur. 18 grudnia 1923 w Warszawie, zm. 25 kwietnia 2017 tamże) – polski działacz podziemia niepodległościowego w czasie II wojny światowej, żołnierz batalionu „Zośka”, uczestnik powstania warszawskiego.

## Życiorys
Był synem Stanisława i Amelii z domu Rządkowskiej. W czasie okupacji niemieckiej od 1942 należał do Szarych Szeregów. Był drużynowym w Oddziale Specjalnym „Jerzy” oraz zastępcą dowódcy 2. plutonu kompanii „Maciek” – batalionu „Zośka”. Należał do absolwentów Szkoły Podchorążych Rezerwy Piechoty „Agricola”. Brał udział między innymi w „Akcja Wilanów” i „Sonderwagen”. W powstaniu warszawskim nie walczył w swoim macierzystym oddziale, biorąc udział w walkach na terenie Śródmieścia Północnego, zaś po powstaniu trafił do niewoli niemieckiej jako jeniec Stalagu X B w Sandbostel. Był sierżantem podchorążym Armii Krajowej. Po wojnie jako inżynier mechanik był kierownikiem różnych zakładów maszyn budowlanych.

## Wybrane odznaczenia
- Krzyż Kawalerski Orderu Odrodzenia Polski
- Złoty Krzyż Zasługi
- Srebrny Krzyż Zasługi
- Warszawski Krzyż Powstańczy
- Krzyż Armii Krajowej[2]